# Бланка Паділья
Бланка Паділья (ісп. Blanca Padilla; *10 січня 1995, Кольядо-Вільяльба) — іспанська топмодель та дизайнерка.

## Життєпис
Народилася неподалік Мадриду 1995 року. Була помічена модельним агентом в мадридському метрополітені, запрошена на кастинг, після якого підписала контракт з агентством Next Worldwide. 
Поєднує роботу на подіумі з навчанням у коледжі за спеціальністю реклама та маркетинг. У лютому 2013 року отримала перший приз компанії L'oreal як найкраща модель тижня високої моди в Мадриді. Пізніше підписала контракти з агентством The Cool Models, з агентствами в Мілані, Парижі та Нью-Йорку, що відкрило їй дорогу на світові подіуми.
У різний час брала участь в показах: Aldomartins, Escorpion, TCN, Custo Barcelona, BCN Brand, Brain & Beast, Celia Vela, Justicia Ruano, Sita Murt, Juanma By El Cuco, Zazo & Brull, Guillermina Baeza, Mango, Desigual, Natalie Capell, Krizia Robustella, Dolce & Gabbana, DSquared2, Versace, Maxime Simoëns, Roland Mouret, Anthony Vaccarello, Barbara Bui, Hervé Léger, Delpozo, Pronovias, Elie Saab, Valentino Couture та ін.
У 2014 році була запрошена на підсумковий показ компанії «Victoria's Secret».